# Pontes e Lacerda
Pontes e Lacerda is een gemeente in de Braziliaanse deelstaat Mato Grosso. De gemeente telt 39.228 inwoners (schatting 2009).
De gemeente grenst aan Vila Bela da Santíssima Trindade, Conquista D'Oeste, Vale de São Domingos en Porto Esperidião.